# Mazerolles (Vienne)
Mazerolles é uma comuna francesa na região administrativa da Nova Aquitânia, no departamento de Vienne. Estende-se por uma área de 21,25 km². Em 2010 a comuna tinha 869 habitantes (densidade: 40,9 hab./km²).